# Calamandrana
Calamandrana là một đô thị ở tỉnh Asti vùng Piedmont thuộc Ý, nằm ở vị trí cách khoảng 60 km về phía đông nam của Torino và khoảng 20 km về phía đông nam của Asti. Tại thời điểm ngày 31 tháng 12 năm 2004, đô thị này có dân số 1.639 người và diện tích là 12,7 km².
Calamandrana giáp các đô thị: Canelli, Cassinasco, Castel Boglione, Nizza Monferrato, Rocchetta Palafea và San Marzano Oliveto.

## Người Calamandrana nổi bật
- Giulio Cesare Cordara (1704–1785), nhà sử học kiêm nhà văn.